# Partij van de Burgerbeweging
De Partij van de Burgerbeweging (Spaans: Partido Movimiento Ciudadano), voorheen Convergentie (Spaans: Convergencia), is een sociaaldemocratische politieke partij in Mexico.

## Geschiedenis
Convergencia werd opgericht als nationale politieke groepering in 1997. Veel leden van de partij waren afkomstig uit de Institutioneel Revolutionaire Partij (PRI), al decennialang de regeringspartij, en hadden die partij verlaten uit onvrede met het zelfzuchtige en ondemocratische karakter van de partij. Veel andere leden waren afkomstig van de Nationale Actiepartij (PAN), de grootste oppositiepartij, en hadden die partij verlaten uit onvrede met het feit dat die partij haar van oudsher centristische koers had laten varen en een meer conservatief en neoliberaal karakter kreeg. Dante Delgado werd de eerste voorzitter.
Het werd in 1999 een politieke partij onder de naam Convergentie voor de Democratie (Convergencia por la Democracia). In de presidentsverkiezingen van 2000 maakte de partij deel uit van de "Alliantie voor Mexico", die Cuauhtémoc Cárdenas steunde. Na die verkiezingen behaalde Convergencia en zetel in de Kamer van Senatoren en een zetel in de Kamer van Afgevaardigden. In 2002 nam de partij haar huidige naam aan.
Bij de congresverkiezingen van 2003, waaraan de partij zonder alliantie deelnam, behaalde Convergentie 2,3% van de stemmen en daarmee vijf zetels in de Kamer van Afgevaardigden. Voor de presidentsverkiezingen van 2006 steunde Convergentie PRD-kandidaat Andrés Manuel López Obrador, en wist haar zetelaantal uit te breiden tot 17 afgevaardigden en 5 senatoren.
In 2005 volgde Luis Maldonado Venegas Delgado op als voorzitter. Van 2010 tot 2012 was Luis Walton voorzitter.
In 2011 werd Convergencia omgevormd tot de Partij van de Burgerbeweging (PMC) en Delgado werd opnieuw voorzitter. In 2018 nam Clemente Castañeda Hoeflich het voorzitterschap over.
Bij de verkiezingen in 2018 behaalde de partij 27 afgevaardigden en 8 senatoren. Het campagneliedje van de partij werd in de Spaans-sprekende wereld een hit.
Voor de algemene verkiezingen van 2024 besloot MC om als enige partij niet in een coalitie te stappen. Haar presidentskandidaat verkreeg 10,32% van de stemmen en ook voor de Senaat en de Kamer van Afgevaardigden behaalde de partij ruim 10% van de stemmen.

## Ideologie
De MC is een sociaaldemocratische partij; democratie en het versterken van de civil society nemen en belangrijke plaats in binnen het partijprogramma. Binnen het politieke spectrum geldt Convergentie als centrumlinks. In de praktijk geldt MC vaak echter vooral als een partij die gebaseerd is rond de persoon Dante Delgado. Bij de meeste verkiezingen is MC een bondgenoot van de Partij van de Democratische Revolutie (PRD).

## Presidentskandidaten
- 2000: Cuauhtémoc Cárdenas
- 2006: Andrés Manuel López Obrador
- 2012: Andrés Manuel López Obrador
- 2018: Ricardo Anaya
- 2024: Jorge Álvarez Maynez

## Partijvoorzitters
- 1999-2006: Dante Delgado
- 2006-2010: Luis Maldonado Venegas
- 2010-2012: Luis Walton
- 2012-2018: Dante Delgado
- 2018-2021: Clemente Castañeda Hoeflich
- 2021-heden: Dante Delgado